# توغولاند
توغولاند (بالألمانية: Togoland) كانت محمية ألمانية في غرب إفريقيا من عام 1884 إلى 1914 (حاليًّا توغو). أُنشئت هذه المستعمرة في وقت كان يُعرف بالتدافع على إفريقيا.